# Подъяпольская, Надежда Ивановна
Надежда Ивановна Подъяпольская (14 сентября 1941, Москва — 28 декабря 2024, Москва) — советская и российская актриса театра, кино и озвучивания. Заслуженная артистка РСФСР (1977).

## Биография
Надежда Подъяпольская родилась 14 сентября 1941 года в Москве.
В 1964 году окончила Драматическую студию при Центральном детском театре под руководством Анатолия Эфроса.
В 1977 году присвоено почётное звание Заслуженная артистка РСФСР
Была актрисой Московского ТЮЗа.
Карьера Подъяпольской началась с работы в дубляже. Её голосом говорили персонажи таких фильмов, как «Приключения Электроника», «Новогодняя сказка», «Семь братьев», «Трое на острове», «Кортик», «Бронзовая птица» и многих других. Актриса озвучила множество отечественных и зарубежных мультфильмов.
Первая кинороль Подъяпольской состоялась в 1985 году в картине «Анчутка».
Среди наиболее известных фильмов и сериалов с её участием — «Глухарь», «Кухня», «Интерны», «Пятницкий», «Рая знает всё!», «Галка и Гамаюн», «Быстрее, чем кролики», «Маргарита Назарова», «Беспринципные», «Куплю актрису», «Ухожу красиво». Последним проектом Подъяпольской стала комедия «Коля, домой!», выход которой запланирован на 2025 год.
Скончалась 28 декабря 2024 года на 84-м году жизни в Москве. Похоронена на Николо-Архангельском кладбище.

## Фильмография
Фильмография актрисы насчитывает свыше 120 работ.
- 2025 Коля, домой!
- 2024 Аэронавты, старушка
- 2023 Ухожу красиво, соседка
- 2023 Куплю актрису, вахтёрша
- 2022 Нереалити, учительница
- 2022 Люся, бабушка на кладбище
- 2022 Год культуры-2
- 2021 Шифр-2, соседка Луговой
- 2021 Старые шишки, Морозова
- 2021 Сёстры, соседка Игоря
- 2021 Зацепка, Анна Михайловна
- 2021 Будь моим Кириллом, соседка Валентины
- 2021 Анатомия сердца, Анна Владимировна
- 2020 Родком, ведунья
- 2020 Разбитое зеркало, Алевтина Семёновна
- 2020 Мосгаз. Дело № 7: Катран, библиотекарь
- 2020 Беспринципные, Раиса Борисовна
- 2019 Рая знает всё!, Валентина Петровна
- 2019 Домовой, жительница дома
- 2019 Галка и Гамаюн, Мира Вениаминовна Колесова
- 2019 Безсоновъ, тётушка Модеста Карловича
- 2019 Без памяти, пациентка
- 2018 Хорошая жена, соседка
- 2018 Практика. Второй сезон, Фаина Владимировна Зайченко
- 2018 Золотая Орда
- 2018 Глаза в глаза, подруга матери
- 2017 Яблочко от яблоньки, Семёниха
- 2017 Шуберт, отоларинголог
- 2017 Солнечный круг, Марьяна
- 2016 Маргарита Назарова, уборщица в пивной
- 2016 Беловодье. Тайна затерянной страны, Татьяна Андреевна
- 2015—2017 Последний мент, баба Шура
- 2015 Сельский учитель, Раиса Петровна
- 2015 Полное превращение, старушка
- 2015 Любопытная Варвара-3, Клавдия Семёновна
- 2015 Бегущая от любви, Елена Викторовна
- 2015 Бабий бунт, или Война в Новосёлково, Михайловна
- 2014 Сватьи, Вера, гардеробщица
- 2014 Самара-2, Полина Васильевна
- 2014 Похищение Евы, Тамила
- 2014 Москва — Лопушки, баба Саня
- 2014 Идеальная пара, Вера Васильевна
- 2014 Беспокойный участок (1-2 сезоны), Марфа Васильевна
- 2013 Любовь нежданная нагрянет, Ариадна Константиновна
- 2013 Кодекс чести-6, ключница
- 2013 Интерны. 207-я серия
- 2013 Быстрее, чем кролики, бабушка
- 2012—2015 Верное средство, Софья Ильинична
- 2012 Шериф-2 /Убить двух зайцев | Фильм 4, бабушка
- 2012 ЧС (Чрезвычайная ситуация), 5-я серия, Галя
- 2012 УГРО. Простые парни-4 / Ценный товар | Фильм 6-й
- 2012 Право на правду / Объект Альфа | 18-я серия, Зинаида Павловна Хохлова
- 2012 Кухня, 1-й сезон
- 2012 Звено, бабка-стукачка
- 2012 Васильки, вахтёрша
- 2011—2012 Хозяйка моей судьбы, Нарышкина
- 2011 СК / Команда | 5 фильм, старушка
- 2011 Пятницкий / Насилие | 23-я серия, бабушка Гоши
- 2011 Профиль убийцы /Детская площадка | Фильм № 5, Анна Николаевна
- 2011 Найдёныш-2, нянечка в роддоме
- 2011 Земский доктор. Продолжение, мать Семена Львовича
- 2010—2014 Москва. Три вокзала / Концы в воду | 12-я серия / Друг человека | 89-я серия, Зинаида Семёновна / Дежавю | 159-я серия, Вера Васильевна
- 2010 Садовник, Софья Михайловна
- 2010 Преступление будет раскрыто-2 / Барбара | 21-я серия, Прокопьева
- 2010 Основная версия Мститель | 2-я серия, соседка
- 2010 Невидимки / СМС с того света | 52-я серия, бабушка Петра
- 2010 Москва. Центральный округ-3 / Московское время | Фильм № 10, мачеха Боровича
- 2010 Мент в законе-3, библиотекарь
- 2010 За все в ответе | Фильм 1
- 2010 Глухарь-3 / Цемент | 54-я серия, соседка
- 2010 Адвокатессы / Расплата | Фильм № 2, соседка Полины
- 2009 Подарок судьбы
- 2009 Петля, Елизавета Павловна
- 2009 Люди Шпака, Сорокопудова
- 2009 Висяки-2 | Отдел контрольных преступлений / Похищение из прошлого | Дело № 5, Зоя Сергеевна
- 2008 Я — телохранитель / Телохранитель Каина, баба Варя
- 2008 Час Волкова — 2 / Желтое дело | 15-я серия, тётка с сумками
- 2008 Похождения нотариуса Неглинцева / Рабочий сцены | 1-я серия, Людмила Ивановна
- 2008 Дети белой богини (10 серия), Тамара Ивановна
- 2008 Висяки / Ваш ребёнок у нас | Дело № 6, Татьяна
- 2006 Врачебная тайна, Муха
- 2005 Зона, старуха
- 2004—2013 Кулагин и партнёры
- 2004 Бальзаковский возраст, или Все мужики сво… −2 / В постели со звездой | 10-я серия
- 1985 Анчутка, Хихикалка

- 2023 Мальчик и птица (Япония), Айко
- 2022 Удача (США, Испания), Капитан
- 2022 Я краснею (США, Канада, Китай), Тётя Пин
- 2021 Не бойся-2, голос матери
- 2021 Лука (США), бабушка Пагуро
- 2021 Райя и последний дракон (США), Данг Ху
- 2020 Американский пирог представляет: Правила для девочек (США)
- 2018 Мэри Поппинс возвращается (США), Дама с шарами
- 2012 Страсти по Чапаю
- 2007 Личная жизнь доктора Селивановой
- 1996 Детеныши джунглей (США), Балу
- 1994 Индеец в Париже (Франция)
- 1992—1994 Русалочка (США)
- 1992—1993 Гуфи и его команда (США)
- 1992 Том и Джерри: Мотор! (Германия, США), Джерри
- 1991—2006 Ох, уж эти детки! | Rugrats (США), Томми Пиклс
- 1991 Мистер Богус (США)
- 1991 Капитан Крюк (США)
- 1991 История Диллинджера (США)
- 1990 Оно (США, Канада)
- 1987 Полицейская академия 4: Граждане в дозоре (США)
- 1986 Трое на острове, Юра
- 1985—1991 Приключения мишек Гамми (США), бабушка Гамми
- 1985 Операция «Скрипичный футляр» (ГДР)
- 1985 Мальчик-с-пальчик (СССР, Чехословакия), Мальчик-с-пальчик
- 1983 Босоногий Гэн (Япония)
- 1982 Долгий путь в школу (ГДР)
- 1981 Ожидание, Васька
- 1980 Семь братьев
- 1979 Приключения Электроника, Электроник
- 1978 Стеклянные бусы, Радик (фрагментарно)
- 1978 Беляночка и Розочка (Германия), Клаус
- 1977 Синема, Бесо
- 1976 Поговори со мной
- 1976 Охота за браконьером, Рэйн
- 1975 Охотник за браконьерами, Юрка
- 1974 Приключения в городе, которого нет, Гаврик
- 1973—1974 Бронзовая птица, Слава Эльдаров
- 1973 Огонь в ночи, Олев
- 1973 Кортик, Слава Эльдаров
- 1972 Новогодняя сказка, самый смелый мальчик
- 1969 Адъютант его превосходительства, Юрий Львов